# Снеговик (фильм)
«Снеговик» (англ. The Snowman) — британский психологический триллер 2017 года  режиссёра Томаса Альфредсона, экранизация одноимённого бестселлера норвежского писателя Ю Несбё.
Фильм вышел в прокат в США 20 октября 2017 года, в России — 23 ноября 2017 года.

## Сюжет
В течение многих лет, в день когда выпадает первый снег, бесследно исчезают замужние женщины. Сложить все части загадочного пазла под силу только знаменитому детективу Харри Холе. Он потерял покой и сон, ведь время следующего снегопада неумолимо приближается.

## В ролях
- Майкл Фассбендер — Харри Холе
- Ребекка Фергюсон — Катрина Братт
- Хлоя Севиньи — Сильвия / Энн Оттерсен
- Вэл Килмер — Герт Рафто
- Дж. К. Симмонс — Арве Стёп
- Шарлотта Генсбур — Ракель
- Майкл Йетс — Олег
- Тоби Джонс — Свенсон
- Джеми Клейтон — Эдда
- Джеймс Д’Арси — Филипп Беккер
- Женевьев О’Райли — Бирта Беккер
- София Хелин — мама мальчика
- Якоб Офтебро — Магнус Скарре
- Ронан Вайберт — Гуннар Хаген
- Давид Денсик — Идар Ветлесен
- Йонас Карлссон — Матиас
- Петер Далле — Йонас
- Алек Ньюман
- Энн Рейд
- Ю Несбё — камео (при монтаже сцены были вырезаны)[2]

## Производство

### Создание
Первоначально режиссёром фильма рассматривался Мартин Скорсезе, однако в 2013 году он вышел из проекта. В 2014 году режиссёром был нанят Томас Альфредсон. До него также рассматривались кандидатуры Мортена Тильдума и Балтазара Кормакура, однако они оба отказались.
В сентябре 2015 года Майкл Фассбендер начал переговоры о том, чтобы присоединиться к фильму на главную роль детектива Харри Холе. Ребекка Фергюсон и Шарлотта Генсбур.  присоединились к актёрскому составу в октябре и декабре соответственно.

### Съёмки
Съёмки начались 18 января 2016 года в Осло, спустя три дня после окончания производства фильма «Кредо убийцы», где Фассбендер также исполнял главную роль. 21 января Фассбендер был замечен в одном из районов Осло, где он снимался в сцене на трамвае. Крупномасштабная сцена вечеринки, в которой было задействовано более 300 актёров массовки, была снята в городской ратуше Осло 5 февраля. 9 февраля съёмочная группа переместилась в город Рьюкан, а 23 февраля — в Берген. Во время съёмок в Бергене были использованы такие площадки, как гора Ульрикен, квартал Брюгген и пожарное депо Скансен. Дополнительные съёмки проходили в Осло в середине марта. Были сняты сцены в ресторане Шредер, в котором персонаж Харри Холе является постоянным посетителем в книгах. Также съёмки прошли в городе Драммен и на Атлантической дороге. Съёмочный процесс официально завершился 1 апреля 2016 года.

## Приём

### Кассовые сборы
«Снеговик» собрал 6,7 млн долларов в Северной Америке и 36,4 млн долларов в других странах. Общие сборы составили 43,1 млн долларов при бюджете в 35 млн долларов.
В США и Канаде «Снеговик» был выпущен вместе с фильмами «Хеллоуин Мэдеи 2», «Геошторм» и «Дело храбрых», и ожидалось, что в первые выходные он соберёт около 10 млн долларов из 1 813 кинотеатров. Однако после того, как в первый день сборы составили всего 1,3 млн долларов, прогноз за три дня был снижен до 4 млн долларов. В итоге фильм заработал 3,4 млн долларов, заняв восьмое место в прокате. Во второй уик-энд фильм упал на 64 % со сборами в 1,2 млн долларов, заняв 17-е место в прокате. На третьей неделе показ фильма сократился до 524 кинотеатров, а сборы упали на 86 % и составили 167 685 долларов.

### Критика
«Снеговик» получил отрицательные отзывы от критиков, которые ругали разрозненную и непонятную сюжетную линию фильма. На сайте Rotten Tomatoes фильм имеет 7 % положительных отзывов на основе 161 обзора со средним рейтингом 3,1/10. Сайт Metacritic дал фильму 23 балла из 100 на основе 40 рецензий. Аудитория, опрошенная сайтом CinemaScore, дала фильму оценку D по шкале от A+ до F.